# لودامي 1011
لودامي 1011 (بالإنجليزية: 1011 Laodamia)‏ هو كويكب، يقع ضمن قائمة الكواكب الصغيرة العابرة لمدار المريخ.، ويقع ضمن حزام الكويكبات. اكتشف في 5 يناير 1924.

## روابط خارجية
- لودامي 1011 في قاعدة بيانات مختبر الدفع النفاث لأجرام النظام الشمسي الصغيرة

- الاكتشاف · مخطط المدار ·  العناصر المدارية · المعلمات المادية

- لودامي 1011 على موقع ويكي سكاي: DSS2, SDSS, GALEX, IRAS, Hydrogen α, X-Ray, Astrophoto, Sky Map, Articles and images